# Montagnes russes à anneau de Möbius

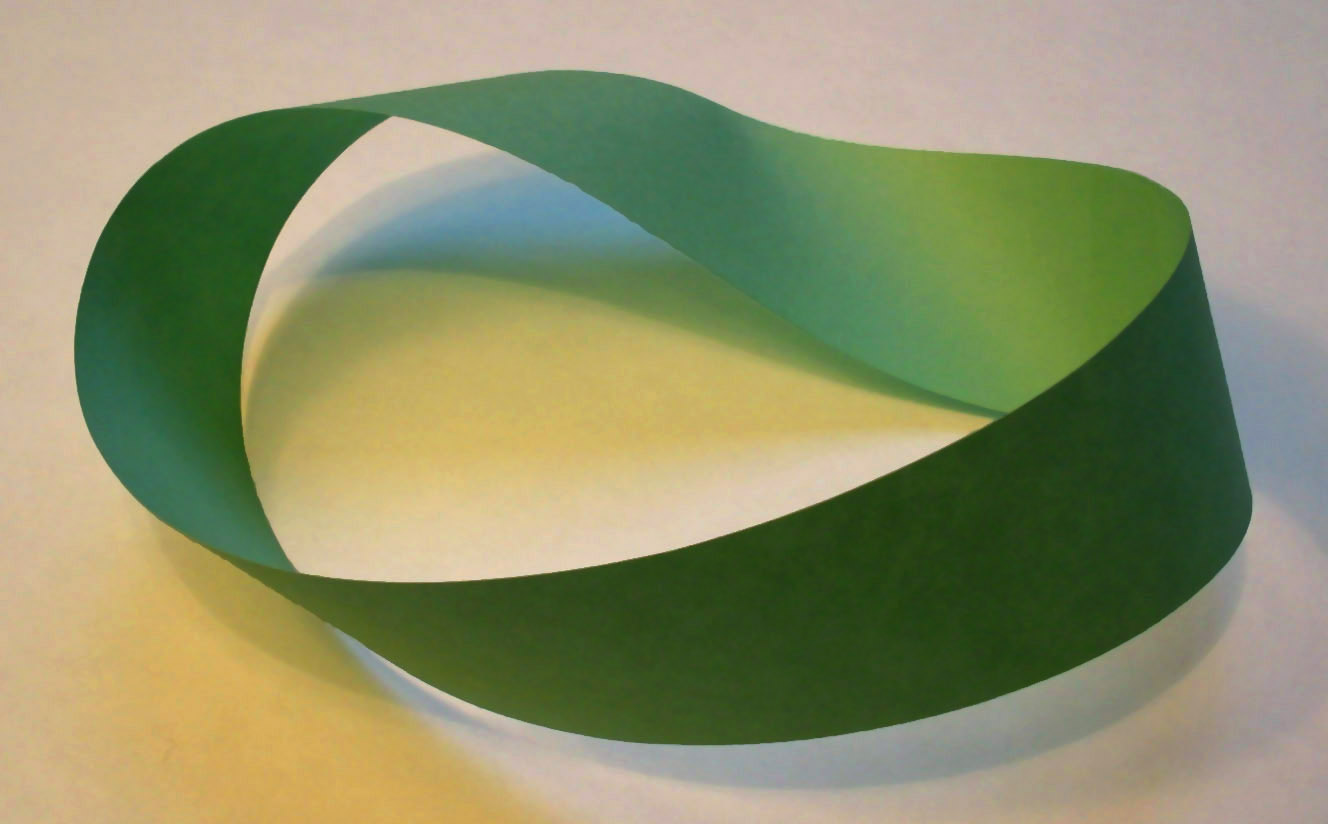
Ruban de Möbius réalisé à partir d'une bande de papier

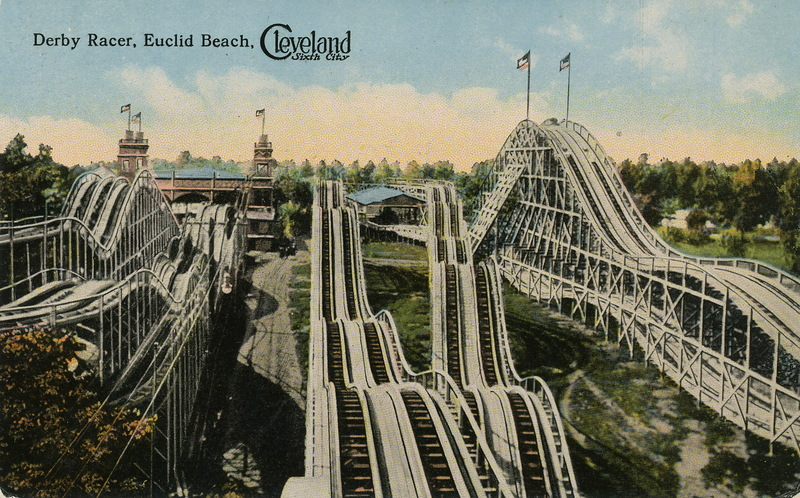
Derby Racer à Euclid Beach Park.

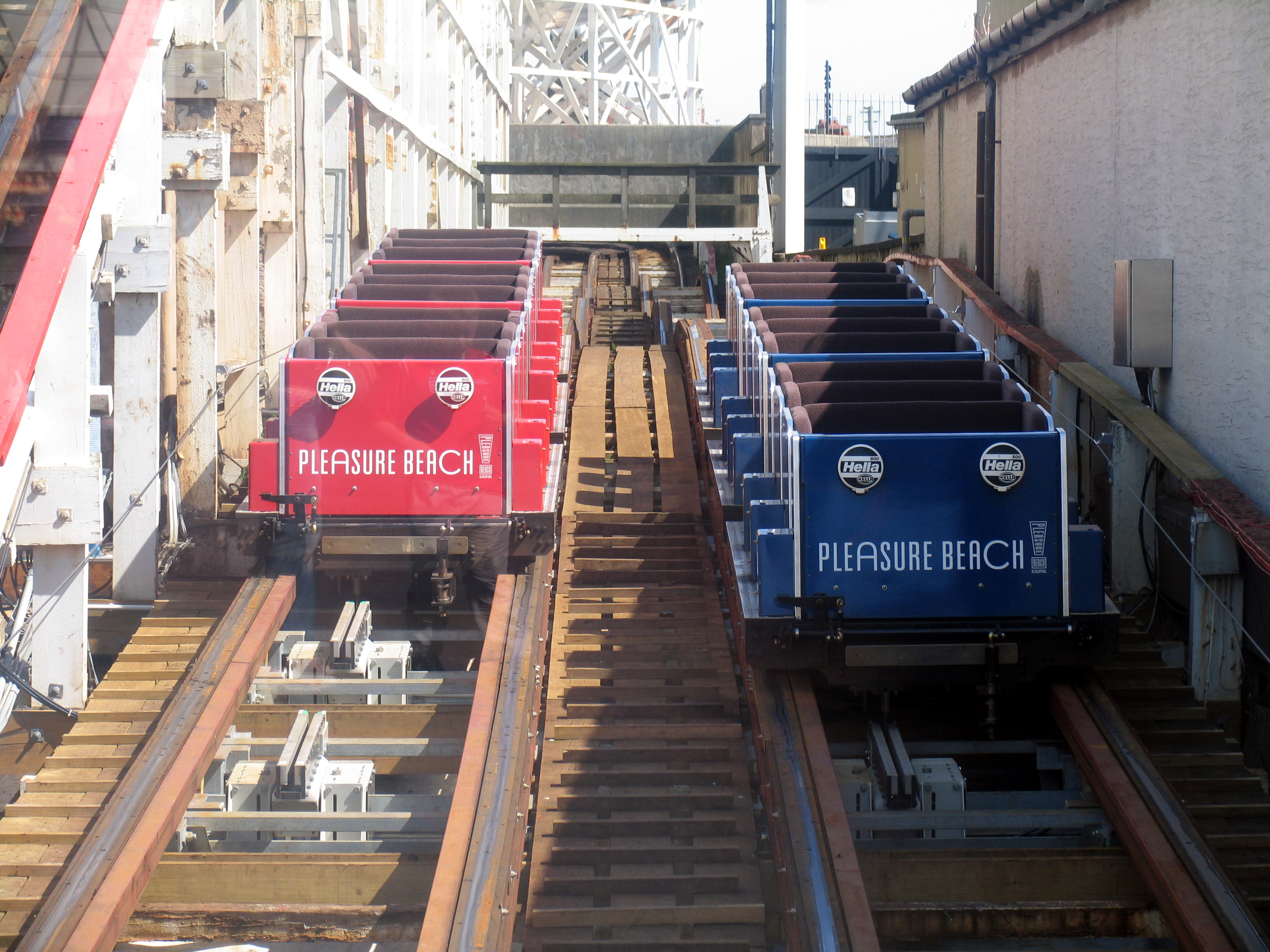
Grand National à Pleasure Beach, Blackpool.

Les montagnes russes à anneau de Möbius sont des montagnes russes en duel ou racing. Sa particularité est qu'il y a une piste continue au lieu de deux, séparées. Par conséquent, la station d'où le train part n'est pas la même que celle où il arrive.
Il tire son nom de la forme géométrique dite « ruban de Möbius » décrite par le mathématicien August Ferdinand Möbius : parcourir la surface de cette forme circulaire implique de passer successivement sur les deux faces du ruban.

## Histoire
Ces montagnes russes sont très rares. Seulement 6 exemplaires sont recensés dont seulement trois sont encore en état de fonctionnement :
- Grand National à Pleasure Beach, Blackpool ( Royaume-Uni)
- Montaña Rusa à La Feria Chapultepec Mágico ( Mexique)
- Racer à Kennywood ( États-Unis)

Le premier modèle aurait été construit à Euclid Beach Park en 1913. Conçu par John A. Miller et construit par Frederick Ingersoll il fonctionna jusqu'à la fermeture du parc le 28 septembre 1969.
Ce type de montagnes russes, avec un parcours suffisamment long, peut aisément fonctionner avec 4 trains comme Grand National qui possède deux trains rouges et deux trains bleus.